# Paul Zink (Schauspieler)
Gustav Albert Paul Zink (* 23. Oktober 1841 in Breslau; † 4. Juni 1900 in Dresden) war ein deutscher Theaterschauspieler und -regisseur.

## Leben
Zink, der Sohn eines königlichen Beamten, debütierte 1859 in Liegnitz/Schlesien. Hierauf war er in Görlitz (nach anderen Quellen erfolgte dort auch sein Debüt), in Glogau/Schlesien (1867), Kiel, Stralsund und Berlin im Engagement. 1874/75 war er als Regisseur und Schauspieler am Stadttheater Memel engagiert, in dieser Funktion in dieser Zeit wohl auch in Tilsit. 1875/76 war er in denselben Funktionen am Theater Augsburg engagiert. Überall wirkte er als Heldenspieler und vielfach in allen Engagements auch als Regisseur. 1876–1878 war er Oberregisseur am Reunion-Theater in Berlin. Von 1878 bis 1880 war er technischer Direktor des Stadttheaters Liegnitz. Dann folgten wieder Engagements als Regisseur und Schauspieler in Magdeburg (1881/82), Posen (1882/83) und Breslau.
Nach 1880 ist eigentlich nur sein Engagement in der Spielzeit 1884/85 als Schauspieler, „artistischer Direktor“ und Regisseur am Belle-Alliance-Theater in Berlin künstlerisch erwähnenswert. Dort trat er unter anderem mit Marie Seebach und Franziska Ellmenreich auf.
Seit Beginn des Jahres 1885 war er bis zu seinem Tode im Jahre 1900 Mitglied des Königlichen Hoftheaters Dresden.
Zink besaß ein schönes Talent für scharfe Charakterisierung, eine wohlklingende und kräftige Stimme und feines Verständnis für das Wesen seiner Rollen. Zink war in erster Ehe mit der Schauspielerin Luise Karlsberg (1838–1889) und in zweiter Ehe bis zu seinem Tod mit der Schauspielerin Anna Clara Eysoldt (ca. 1847–1916) verheiratet.